# Bram van Ojik
Abraham (Bram) van Ojik (Veenendaal, 22 september 1954) is een Nederlands voormalig politicus van GroenLinks. Van 8 oktober 2012 tot en met 12 mei 2015 was hij partijleider en fractievoorzitter in de Tweede Kamer. Van 21 april 1993 tot en met 17 mei 1994, van 20 september 2012 tot en met 19 mei 2015, en van 23 maart 2017 tot 31 maart 2021 was hij lid van de Tweede Kamer.

## Loopbaan

### Levensloop voor de politiek
Na het behalen van zijn diploma Gymnasium-B studeerde Van Ojik van 1972 tot 1980 economie aan de Vrije Universiteit in Amsterdam. Hij specialiseerde zich in de ontwikkelingseconomie. Van Ojik weigerde zijn militaire dienstplicht te vervullen en deed in plaats daarvan in 1980-1981 vervangende dienstplicht bij de ontwikkelingsorganisatie NIO in Amsterdam.
In 1973 werd Van Ojik lid van de Politieke Partij Radikalen (PPR). Hij was lid van het bestuur van de Stichting Radikale Vorming van de PPR, tussen 1978 en 1981. Vervolgens was hij medewerker van het wetenschappelijk bureau van de PPR tot 1983. Daar schreef hij een boekje voor de PPR over het basisinkomen. Van Ojik schreef mee aan het verkiezingsprogramma van de PPR voor de parlementsverkiezingen van 1986. Tussen 1985 en 1988 was hij eindredacteur van het PPR-ledenblad. Van 16 april 1988 tot en met 21 april 1990 was hij partijvoorzitter van de PPR en daardoor sinds 1989 lid van het eerste bestuur van GroenLinks.
Als PPR-voorzitter speelde hij een rol in de vorming van GroenLinks. In 1989 werden opnieuw de fusiegesprekken gestart tussen de PPR, Communistische Partij van Nederland en Pacifistisch Socialistische Partij (en later ook EVP). Van Ojik brak die af, omdat de CPN haar eigen identiteit wilde behouden. De PPR-delegatie werd vervolgens korte tijd vervangen door een "informele delegatie" onder leiding van Wim de Boer.

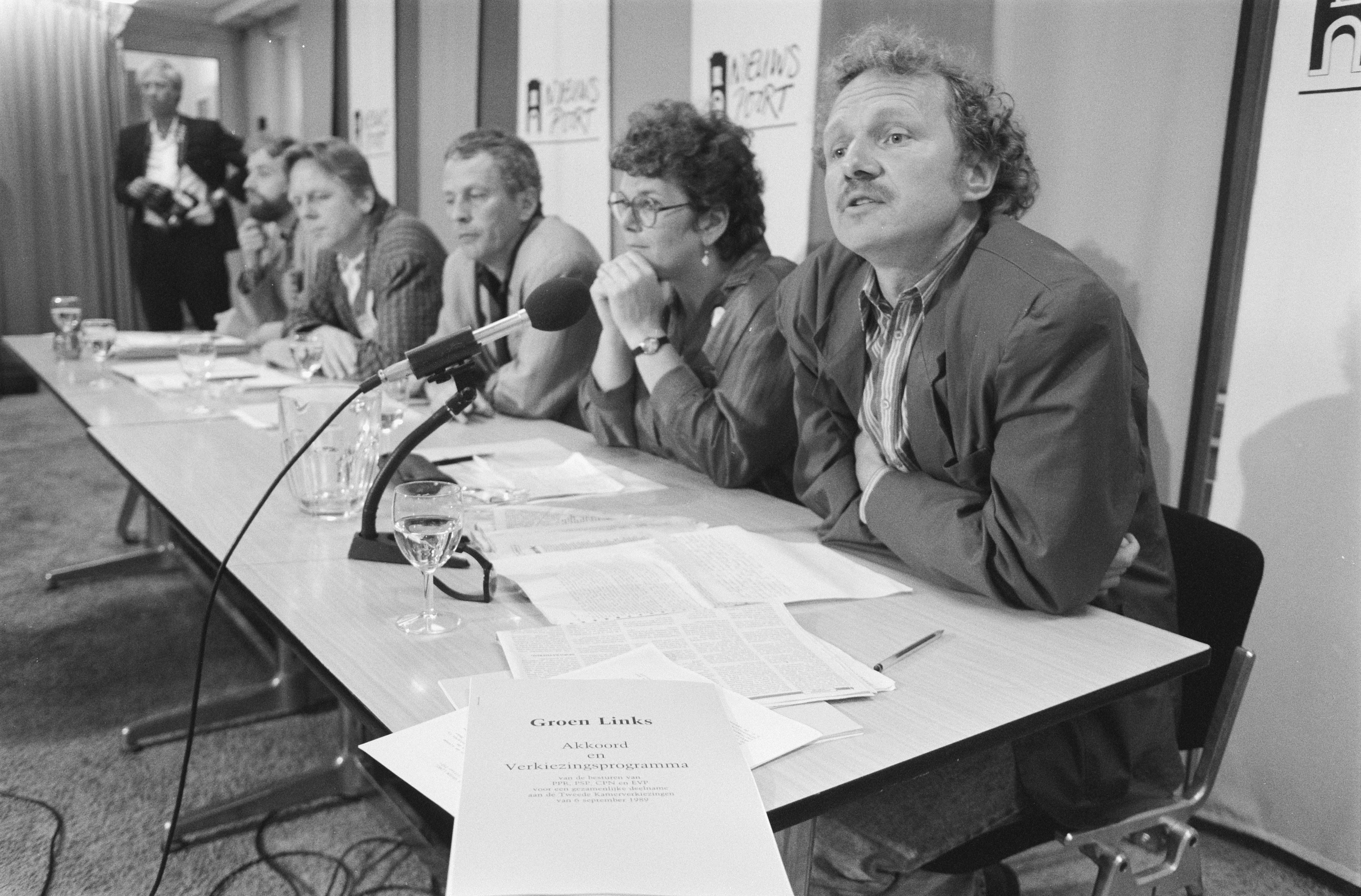
Van Ojik (rechts) bij de presentatie van het GroenLinks-verkiezingsprogramma in 1989

Buiten zijn politieke activiteiten om was hij freelance journalist en adviseur op het gebied van ontwikkelingssamenwerking. Tussen 1990 en 1993 was hij beleidsmedewerker bij NOVIB waaruit hij later door de Buitenlandse Zaken-minister Jaap de Hoop Scheffer werd benoemd tot ambassadeur te Cotonou (Benin), van mei 2003 tot augustus 2006.

### Eerste termijn Kamerlid
Van 21 april 1993 tot en met 17 mei 1994 was Van Ojik lid van de Tweede Kamer voor GroenLinks, dat opgericht was in 1990. Hij had Ria Beckers-De Bruijn opgevolgd, die tussentijds de politiek verlaten had. Van Ojik was woordvoerder voor de portefeuilles landbouw, ontwikkelingssamenwerking en wetenschapsbeleid. Hij bereidde een initiatiefvoorstel voor over beperking van het gebruik van tropisch hardhout. Dit werd in 1994 ingediend door Marijke Vos. Van Ojik schreef mee aan het verkiezingsprogramma van GroenLinks voor de parlementsverkiezingen van 1994. Hij stond als nummer zeven op de kieslijst. Dat bleek niet hoog genoeg om gekozen te worden.

### Actievoerder, diplomaat en ambtenaar
Na zijn Kamerlidmaatschap was hij tussen 1994 en 1997 voorzitter van Milieudefensie. Met Max van den Berg schreef hij in 1995 het boek Kostbaarder dan koralen. In 1997 was hij voorzitter van de commissie die het partijprogramma voor GroenLinks samenstelde voor de parlementsverkiezingen van 1998.
In 1997 maakt hij de overstap naar het Nederlandse Ministerie van Buitenlandse Zaken waar hij directeur voorlichting ontwikkelingssamenwerking werd. In 1998 schreef hij, wederom met Van den Berg, het boek De goede bedoelingen voorbij.
In 2001 werd hij ambassadeur in algemene dienst, belast met het organiseren en onderhouden van externe contacten binnen en buiten Nederland voor de minister voor Ontwikkelingssamenwerking. Vanaf mei 2003 tot en met augustus 2006 was hij ambassadeur in Benin.
Van augustus 2006 tot 2012 was hij van het Ministerie van Buitenlandse Zaken eerst directeur van de Inspectie Ontwikkelingssamenwerking en Beleidsevaluatie en daarna van de afdeling Sociale Ontwikkeling. Hij hield zich tevens bezig met de uitwerking van het regeringsbeleid meer werk te maken van de Millenniumdoelstellingen.
Hij was voorzitter van de commissie die voor GroenLinks de gemeentelijke verkiezingen van 2006, de landelijke verkiezingen van 2006 en de provinciale verkiezingen van 2007 evalueerde. Vervolgens werd hij voorzitter van Project 2008, waarbij GroenLinks opnieuw keek naar haar beginselen, politieke strategie en organisatie. Dit zou eind 2008 leiden tot het nieuwe beginselprogramma Partij voor de Toekomst.

### Tweede termijn Kamerlid
Bij de Tweede Kamerverkiezingen van 2012 stond Van Ojik op de tweede plek op de kieslijst van GroenLinks, achter lijsttrekker Jolande Sap. Bij de parlementsverkiezingen verloor de partij zes van de tien zetels. Van Ojik werd op 20 september 2012 geïnstalleerd als lid van de Tweede Kamer. Hij hield zich bezig met de portefeuilles buitenlandse zaken, defensie, Europese zaken, binnenlandse zaken en immigratie- en asielbeleid. Van 12 september 2012 tot en met 30 oktober 2012 was hij lid van het Presidium van de Tweede Kamer. Na het vertrek van Sap uit de politiek, op 5 oktober 2012, werd Van Ojik drie dagen later door de GroenLinks-fractie in de Tweede Kamer gekozen tot fractievoorzitter. Vlak na zijn aanstelling liet hij weten dat GroenLinks pas een partijleider kiest bij de eerstvolgende Tweede Kamerverkiezingen en via een ledenraadpleging. In november 2012 meldde Van Ojik bij Pauw & Witteman het onwaarschijnlijk te achten dat hij zich bij de ledenraadpleging kandidaat zou stellen voor het lijsttrekkerschap. Half september 2013 vertelde hij dat als het kabinet voor het einde van het jaar zou vallen, hij zich kandidaat zou stellen als lijsttrekker.
Op 15 december 2013 werd Van Ojik door de parlementaire pers verkozen tot politiek talent van het jaar, wegens zijn bijdrage aan het Herfstakkoord tussen coalitie en oppositie. Op 12 mei 2015 kondigde Van Ojik aan te stoppen als fractieleider en Kamerlid. Hij werd die dag als fractieleider opgevolgd door Jesse Klaver. Rik Grashoff volgde hem op als parlementslid. Op 19 mei 2015 nam Van Ojik afscheid van de Kamer.

### Tweede periode diplomaat, derde periode Kamerlid
Na zijn fractievoorzitterschap keerde hij terug naar het Nederlandse ministerie van Buitenlandse Zaken waar hij van 2015 tot 2017 de nieuwe functie van migratiegezant bekleedde. Bij de Tweede Kamerverkiezingen 2017 stond hij wederom op de lijst van GroenLinks, op plek 10, waardoor hij wederom een plek in de Kamer verwierf. In die periode had hij de portefeuilles buitenlandse zaken, Europese zaken en asiel en migratie. Eind 2019 liet Van Ojik weten dat hij niet nog een termijn als Kamerlid ambieert en zich niet opnieuw verkiesbaar stelt bij de Kamerverkiezingen van 2021.

### Loopbaan buiten het Kamerlidmaatschap
Van Ojik was van 2016 tot en met 2023 voorzitter van de raad van toezicht van de Leprastichting. Na de Provinciale Statenverkiezingen van 2019 was Van Ojik informateur in de provincie Utrecht. Na de gemeenteraadsverkiezingen van 2022 was Van Ojik formateur in Nijmegen. Met ingang van 1 juli 2023 werd Van Ojik voor een periode van vier jaar benoemd tot lid van de Adviesraad Internationale Vraagstukken (AIV). Hij is voorzitter van de organisatie RAAM op Rusland, Oekraine en Belarus.

## Privéleven
Van Ojik woont in Amsterdam en heeft twee kinderen.
- Gemeinsame Normdatei: 1201611644
- International Standard Name Identifier: 0000 0000 7988 235X
- Library of Congress Control Number: n88053116
- Nederlandse Thesaurus van Auteursnamen: 073423254
- Parlement.com: vg09llpkvfsa
- Système universitaire de documentation: 24411711X
- Virtual International Authority File: 28614890
- WorldCat: E39PBJrGtQkvyGWttjvMYmTbVC